# Kithira
Kithira (også kaldet Afrodites Ø) er en græsk ø syd for Peloponnes, der hører til De Joniske Øer. Den har et areal på 280 km² og har pr. 2001 3.354 indbyggere.
I den græske mytologi var øen hjemsted for kærlighedsgudinden Afrodite, der blev født af havets skum ved at blive blæst op af bølgerne af vindens gud Zefyr.
Fra havnebyen Agia Pelagia er der forbindelse til Piræus og halvøen Peloponnes.